# Municipio de Rifle
El municipio de Rifle (en inglés: Rifle Township) es un municipio ubicado en el condado de Hettinger en el estado estadounidense de Dakota del Norte. En el año 2010 tenía una población de 43 habitantes y una densidad poblacional de 0,47 personas por km².

## Geografía
El municipio de Rifle se encuentra ubicado en las coordenadas 46°34′51″N 102°36′8″O / 46.58083, -102.60222. Según la Oficina del Censo de los Estados Unidos, el municipio tiene una superficie total de 92.09 km², de la cual 92,05 km² corresponden a tierra firme y (0,05 %) 0,04 km² es agua.

## Demografía
Según el censo de 2010, había 43 personas residiendo en el municipio de Rifle. La densidad de población era de 0,47 hab./km². De los 43 habitantes, el municipio de Rifle estaba compuesto por el 100 % blancos. Del total de la población el 0 % eran hispanos o latinos de cualquier raza.